# Дюна

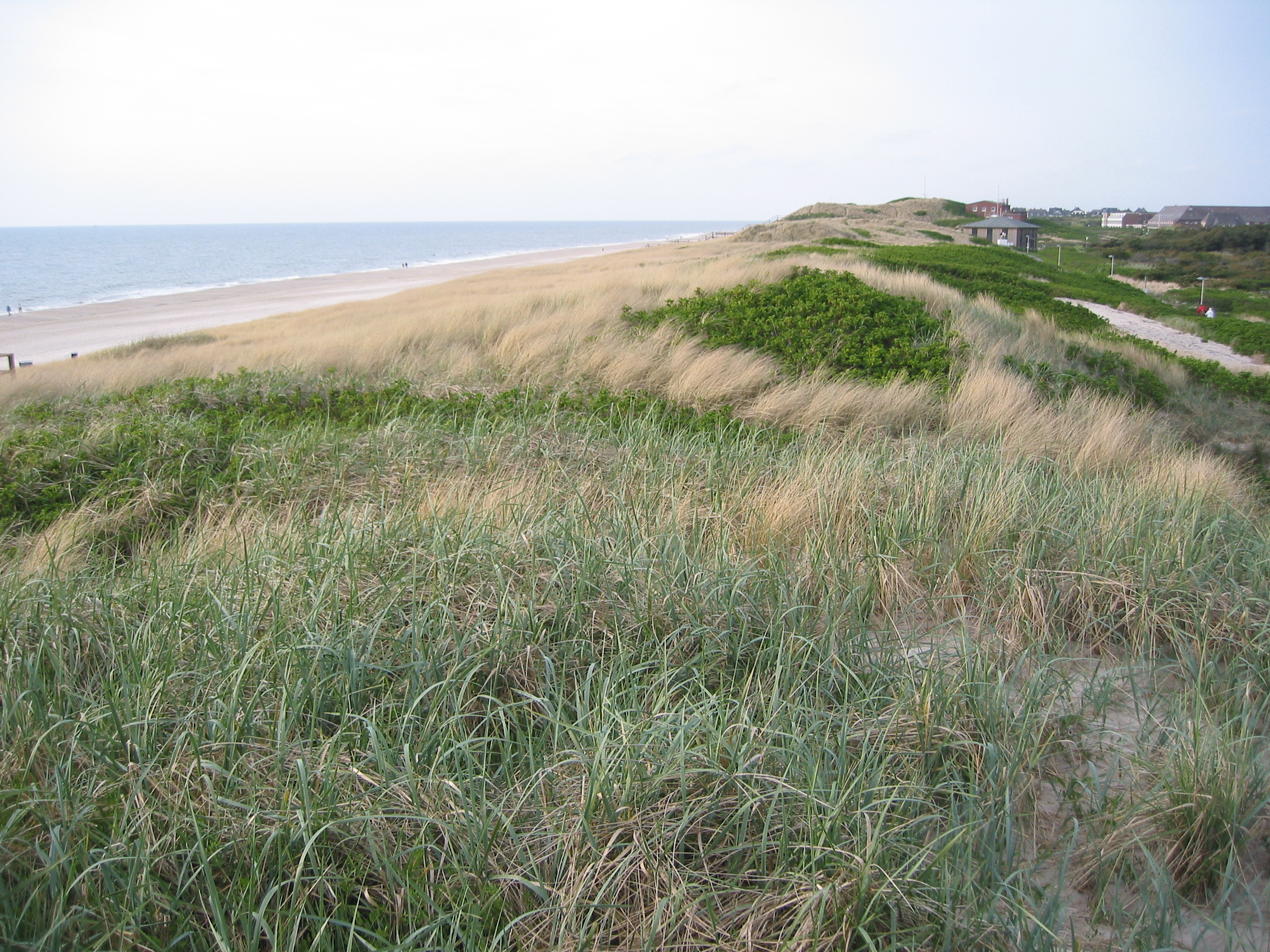
Дюни на о-ві Зюльт, Північне море.

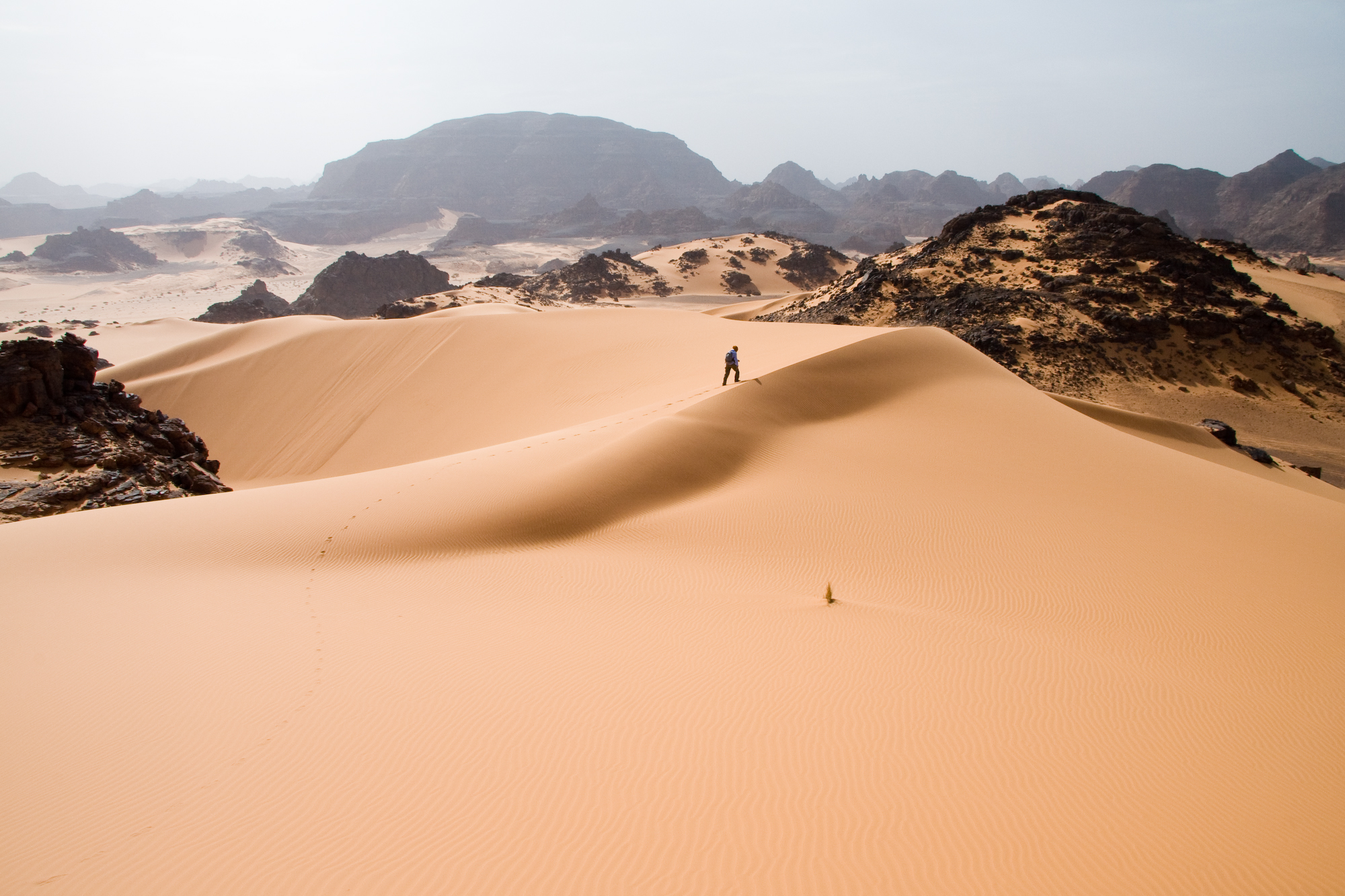
Краєвид піщаних дюн в Тадрарт-Акакус, пустельній території в західній Лівії, частина Сахари.

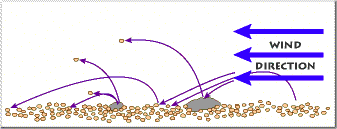
Утворення дюни

Дю́на — пагорб навіяного вітром піску. Зазвичай термін «дюна» застосовують до всіх піщаних утворень незалежно від зонально-кліматичних умов. На відміну від поширених у пустелях барханів, у дюни (в цьому розумінні) випуклу форму мають не пологі, а круті схили, і «хвости» розташовані ззаду дюни, на навітряному боці. Пологий схил повернутий назустріч вітру і має кут нахилу 8-20°, навітряний схил наближається до кута натурального нахилу сухого (32–33°) або зволоженого (до 40°) піску. Висота дюни від 5 до 30 м і більше.
На Куршській косі Балтійського моря (в Литві) відома дюна висотою 58 м; в Ландах, на узбережжі Біскайської затоки (Франція), — 97 м. Дюни можуть переміщатися у напрямку переважаючого вітру зі швидкістю до 10 м на рік, залежно від маси піску і швидкості вітру.
Серпоподібні дюни — дюни у формі півмісяця, зазвичай ширші, ніж довші. Ці дюни набувають форми під впливом вітрів, які віють послідовно в одному напрямку, і вони також відомі як бархани, або поперечні дюни. Деякі різновиди серпоподібних дюн рухаються пустельною поверхнею значно швидшими темпами, ніж будь-який інший тип дюн. У Китаї у провінції Нінся протягом 1954–1959 років група дюн переміщувалась на більш ніж на 100 метрів за рік, аналогічні швидкості були зафіксовані у Західній пустелі Єгипту. Найбільші серпоподібні дюни на Землі, з середньою шириною гребеня понад 3 км, розташовані в пустелі Такла-Макан в Китаї.